# Морган Сансон
Морган Сансон (фр. Morgan Sanson, нар. 18 серпня 1994, Сен-Дульшар) — французький футболіст, півзахисник клубу «Астон Вілла». На умовах оренди виступає за «Ніццу».

## Клубна кар'єра
Народився 18 серпня 1994 року в місті Сен-Дульшар. Розпочав займатись футболом у школах клубів «Газелек» (Бурж) та «Бурж».

### «Ле-Ман»
Вихованець французького футбольного клубу «Ле-Ман». В ньому ж почав дорослу кар'єру. Перший матч за основну команду провів 3 серпня 2012 року у 2-му турі Ліги 2 проти «Діжона». «Ле-Ман» поступився з рахунком 1:2. В цілому провів за сезон 2012/13 27 матчів у рамках чемпіонату. Відзначився трьома забитими м'ячами.

### «Монпельє»
12 червня 2013 року підписав контракт з «Монпельє» з Ліги 1 за 700 000 євро
. Перший матч у вищій французькій лізі зіграв 14 вересня 2013 року у 5-му турі чемпіонату проти «Реймса» (0:0). Протягом всього сезону Сансон був гравцем основного складу, провівши 32 матчі в Лізі 1. Перший гол за команду забив 11 квітня 2014 року в 33-му турі чемпіонату у ворота «Марселя» (2:3). 
У сезоні 2014/15 провів 32 гри і забив 6 голів. 12 квітня 2015 року в матчі 32-го туру чемпіонату проти «Тулузи» отримав травму через яку був змушений пропустити залишок сезону. У сезоні 2015/16 зіграв 14 матчів і забив 3 голи в чемпіонаті.

### «Марсель»
У січні 2017 року перейшов в «Марсель» за 9 млн. євро плюс 3 млн. бонусів. У сезоні 2016/17 зіграв 17 матчів і забив 1 гол в чемпіонаті. У сезоні 2017/18 зіграв 33 матчі і забив 9 голів у чемпіонаті, ставши з командою фіналістом Ліги Європи 2018 року. Станом на 1 червня 2020 року відіграв за команду з Марселя 110 матчів у національному чемпіонаті.

## Виступи за збірні
2012 року дебютував у складі юнацької збірної Франції (U-19), взяв участь у 7 іграх на юнацькому рівні.
Протягом 2013–2016 років залучався до складу молодіжної збірної Франції. На молодіжному рівні зіграв в 11 офіційних матчах, забив 2 голи.

## Статистика виступів

### Статистика клубних виступів
| Сезон                | Команда              | Чемпіонат            | Чемпіонат | Чемпіонат | Національний кубок | Національний кубок | Національний кубок | Континентальні кубки | Континентальні кубки | Континентальні кубки | Інші змагання | Інші змагання | Інші змагання | Усього | Усього |
| Сезон                | Команда              | Ліга                 | Ігор      | Голів     | Ліга               | Ігор               | Голів              | Ліга                 | Ігор                 | Голів                | Ліга          | Ігор          | Голів         | Ігор   | Голів  |
| -------------------- | -------------------- | -------------------- | --------- | --------- | ------------------ | ------------------ | ------------------ | -------------------- | -------------------- | -------------------- | ------------- | ------------- | ------------- | ------ | ------ |
| 2012–13              | «Ле-Ман»             | Л2                   | 27        | 3         | КФ+КЛ              | 1+1                | 0                  | -                    | -                    | -                    | -             | -             | -             | 29     | 3      |
| 2013–14              | «Монпельє»           | Л1                   | 32        | 1         | КФ+КЛ              | 3+1                | 0                  | -                    | -                    | -                    | -             | -             | -             | 36     | 1      |
| 2014–15              | «Монпельє»           | Л1                   | 32        | 6         | КФ+КЛ              | 1+1                | 0                  | -                    | -                    | -                    | -             | -             | -             | 34     | 6      |
| 2015–16              | «Монпельє»           | Л1                   | 14        | 3         | КФ+КЛ              | 1+0                | 0                  | -                    | -                    | -                    | -             | -             | -             | 15     | 3      |
| 2016-січ.2017        | «Монпельє»           | Л1                   | 20        | 3         | КФ+КЛ              | 0+1                | 0                  | -                    | -                    | -                    | -             | -             | -             | 21     | 3      |
| Усього за «Монпельє» | Усього за «Монпельє» | Усього за «Монпельє» | 98        | 13        |                    | 8                  | 0                  |                      | -                    | -                    |               | -             | -             | 106    | 13     |
| січ.-чер. 2017       | «Марсель»            | Л1                   | 17        | 1         | КФ+КЛ              | 1+0                | 0                  | -                    | -                    | -                    | -             | -             | -             | 18     | 1      |
| 2017–18              | «Марсель»            | Л1                   | 33        | 9         | КФ+КЛ              | 2+1                | 1+0                | ЛЄ                   | 17                   | 2                    | -             | -             | -             | 53     | 12     |
| 2018–19              | «Марсель»            | Л1                   | 33        | 5         | КФ+КЛ              | 1+1                | 0                  | ЛЄ                   | 2                    | 0                    | -             | -             | -             | 37     | 5      |
| 2019–20              | «Марсель»            | Л1                   | 27        | 5         | КФ+КЛ              | 2+1                | 0                  | -                    | -                    | -                    | -             | -             | -             | 30     | 5      |
| 2020–21              | «Марсель»            | Л1                   | 12        | 2         | КФ+КЛ              | 0                  | 0                  | ЛЧ                   | 6                    | 0                    | СК            | 1             | 0             | 19     | 2      |
| Усього за «Марсель»  | Усього за «Марсель»  | Усього за «Марсель»  | 122       | 22        |                    | 9                  | 1                  |                      | 25                   | 2                    |               | 1             | 0             | 157    | 22     |
| Усього за кар'єру    | Усього за кар'єру    | Усього за кар'єру    | 247       | 38        |                    | 21                 | 1                  |                      | 25                   | 2                    |               | 1             | 0             | 295    | 41     |